# Bolsa de Valores de Cabo Verde
A Bolsa de Valores de Cabo Verde, S.A (BVC) foi fundada a 11 de Maio de 1998, por decisão governamental. Reiniciou as suas atividades em Dezembro de 2005 após uma reforma financeira profunda, ao nível da legislação financeira, com o objetivo de transformar Cabo Verde num plataforma mais atrativa e competitiva

## Ver Também
- Economia de Cabo Verde

## Ligações Externas
- Bolsa de Cabo Verde